# Raichur
Raichur est une ville historique de l'Est du Karnataka, en Inde, chef-lieu du district de Raichur. Elle se trouve entre les vallées de la Krishna et de la Tungabhadrâ, à 409 km de Bangalore. Elle comptait en 2011 une population de 232 456 habitants.

## Histoire

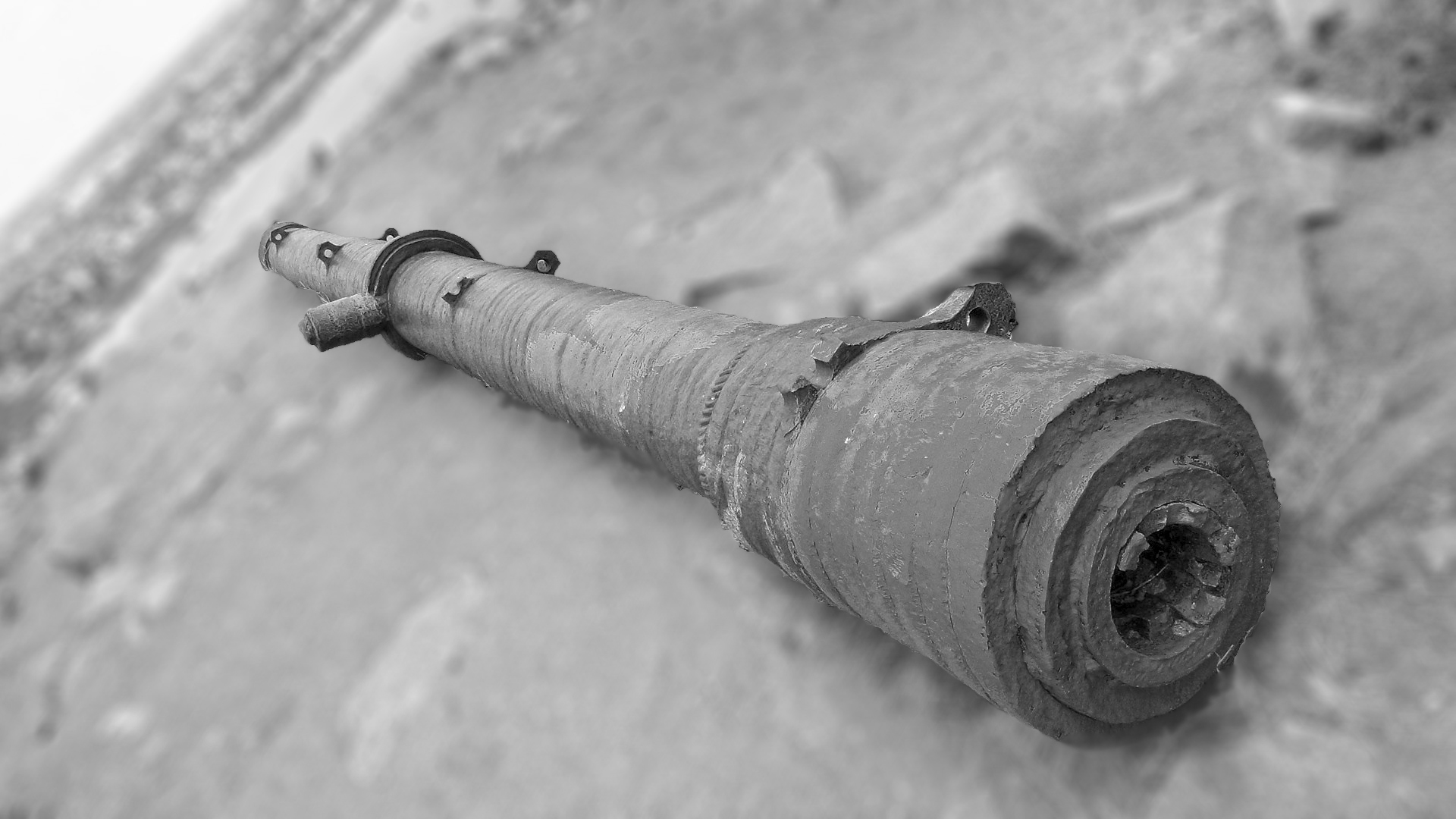
Canon en acier au sommet de Hill Top Raichur

Raichur a une longue histoire. Sa citadelle a été administrée par divers empires : les Bahmanî, les Vijayanagara et Haïderabad. La ville est connue pour son imposant Fort Raichur. On a retrouvé dans la pierre de ce château des inscriptions en persan et en arabe, qui font remonter sa construction à 1294.  On trouve, parmi les ruines de cet immense fort, de nombreux réservoirs et temples anciens. Le fort, construit par le roi Kâkâtiya Roudra en 1284, a été occupé par le Royaume de Vijayanagara à la chute des monarques Kakatiya. Par la suite la citadelle a été disputée pendant deux siècles et échut finalement aux Bahmanî en 1323. Le monarque Salouva Narasimha Raja fit un devoir à ses successeurs de reprendre la ville de Raichur, et il revint à Krishnadevaraya (couronné en 1509) d'atteindre ce but : en 1520, il avait confié une forte somme d'argent à un émissaire musulman, Seyed Maraïkar, pour acheter des chevaux à Goa ; mais Maraïkar le trahit : il remit l'argent à Adil Khan, un féal de Babur, et lui offrit ses services. Krishnadevaraya exigea en vain qu'on lui rende l'argent et son serviteur ; alors il prépara pendant plusieurs années son assaut sur Raichur. Une fois le projet approuvé par la cour, le prince indien donna aux généraux (Nayakas) l'ordre d'attaque.
Raichur est une source très riche pour la science épigraphique asiatique. On y a déjà relevé des centaines d’inscriptions, s’étalant de l’ère Maurya à la fin de la domination moghole. Les inscriptions couvrent plusieurs langues : sanskrit, prakrit, kannada, télougou, arabe, persan, qui sont celles de toutes les dynasties qui ont régné sur le Dekkan. De ce point de vue, les sites les plus intéressants sont ceux de Maski, Koppal, Kuknur, les mines d'or de Hatti, Mudgal et Raichur.

## Géographie physique

### Relief
Raichur est une ville du plateau du Dekkan, qui s'est construite autour du lac Aam Talab. Son altitude moyenne est de 407 m.

### Climat
| Mois                              | jan. | fév. | mars | avril | mai  | juin | jui. | août | sep. | oct. | nov. | déc. |
| --------------------------------- | ---- | ---- | ---- | ----- | ---- | ---- | ---- | ---- | ---- | ---- | ---- | ---- |
| Température minimale moyenne (°C) | 18,4 | 20,4 | 23,3 | 25,8  | 26,3 | 24   | 22,9 | 22,8 | 22,7 | 22,3 | 20   | 18,1 |
| Température maximale moyenne (°C) | 30,3 | 33,2 | 36,5 | 38,5  | 39,3 | 34,9 | 31,9 | 31,8 | 31,5 | 31,6 | 30,2 | 29,4 |
| Précipitations (mm)               | 1    | 1    | 4    | 20    | 39   | 86   | 145  | 140  | 165  | 93   | 13   | 6    |

Le climat semi-aride (classification Bsh selon Köppen) de la région se caractérise par sa sécheresse et ses étés arides : les pluies sont rares et irrégulières. On peut néanmoins distinguer quatre saisons : la saison chaude commence vers la mi-février et se termine à la fin du mois de mai. La mousson, qui arrive par le sud-ouest, dure de juin à la fin septembre. Les mois d’octobre et novembre correspondent aux mois dits de post-mousson ou de mousson finissante, et la période de décembre à la mi-février est la saison fraîche.
Le seul observatoire météorologique du district se trouve à Raichur. On peut considérer que les relevés de cet observatoire sont représentatives des conditions climatiques du district. Décembre est le mois le plus frais avec une température moyenne haute de 29,3 °C et une moyenne basse de 17,7 °C. Les nuits sont généralement douces en saison, mais les températures diurnes peuvent atteindre 35 à 38 °C. De mi-février à mai, on observe généralement une montée continue de la température. La chaleur est oppressante jusqu'à l'arrivée de la mousson, généralement la première semaine de juin. Ensuite la chaleur commence à se radoucir jusqu'à la saison de la mousson. Les températures diurnes ré-augmentent légèrement en octobre et novembre ; puis elles décroissent régulièrement jusqu'en décembre.
Le maximum absolu de température à Raichur est 45,6 °C, enregistrés le 23 mai 1928, et le record de froid est 7,1 °C  enregistré le mardi 11 janvier 2011, qui est la plus basse des 119 dernières années d'après le recueil des observations de l’Indian Meteorological Department.

## Géographie humaine

### Démographie
Au recensement indien de 2001, Raichur comptait 205 634 habitants dont 51% d'hommes et 49% de femmes. Le taux d'alphabétisation se situe dans la moyenne indienne (62%). 13% de la population est composée d'enfants de moins de 6 ans.
La langue la plus utilisée est le kannada, mais le telougou, l'ourdou et l'hindi sont compris.

### Économie
Fondamentalement, Raichur vit de l'agriculture traditionnelle : les grandes fermes produisent du riz et du coton, et organisent les récoltes de cacahuètes et de gousses. L'industrie agroalimentaire est tournée vers la valorisation du riz et du coton. L'industrie chimique produit les engrais, et une industrie mécanique tournée vers la réparation des machines agricoles s'est développée au XXe siècle.
Le plus grand site industriel est celui de la centrale thermique de Raichur, à Shakthinagar, certifiée ISO 14001 : cette centrale comporte 8 unités d'une puissance installée de 210 MW chacune.

### Éducation
La ville comporte deux écoles de santé et deux instituts de chirurgie dentaire, trois IUT et un lycée agricole (UAS RAICHUR).

### Transports
Raichur est reliée par le train et la route aux métropoles indiennes de Bangalore, Bombay, Hayderabad etc. La promesse de faire de l'aérodrome de Yermarus (à 8 km de Raichur) un véritable aéroport, est pour l'instant restée vaine.
On peut parcourir la ville en tricycles ou par les bus Rayarathaes. Les bus publics NEKRTC  desservent également les villes et villages voisins.
Il existe plusieurs compagnies d'autobus privées, comme la Karnataka State Road Transport Corporation (KSRTC) .
La gare de Raichur est desservie par la Solapur-Guntakal line, qui fait partie de la ligne Bombay-Chennai, et à partir de laquelle on peut rallier les plus grandes cités indiennes, comme Bangalore, Bombay, Delhi, Chennai, Haïderabad, Ahmedabad, Trivandrum, Kanyakumari, Pune, Bhopal et Agra, Gadwal, Kacheguda, Bellary.